# 晶状体
晶状体（英語：crystalline lens，lens）又称水晶体、晶珠，简称晶体，是眼球的主要屈光结构，也是唯一有调节能力的屈光间质；为一个前后表面为双凸透镜样扁球体，包以透明囊膜。晶状体主要由水和蛋白质组成，本身无血管，其营养主要来自房水。晶状体的透明性和正常的位置是维持其屈光功能的重要条件。
晶状体在角膜与虹膜之后、玻璃体与视网膜之前，其周缘部被晶状体悬器（睫状小带）系于周围的睫状体，以固定其位置；晶状体悬器的紧张度受到睫状肌的调节：悬器放松、被囊舒张，晶状体凸度增加，悬器和被囊紧张则晶状体凸度减小。
睫状肌则由動眼神經調節，其调节能力随着年龄的增长而逐渐降低，因而对远近物体的调节力降低，形成老花现象。在假性近视中，睫状肌常常过度收缩（痉挛），导致晶状体过凸，远处物体的像形成于视网膜之前，无法看清。
晶体的前后径约为4-5mm，直径约为9-10mm；前凸曲率半径约为10mm，后凸曲率半径约为6mm。
晶体由三个主要部分组成：晶体囊、晶体上皮、晶体纤维。
如果晶体由于各种原因造成其部分或全部混浊，引起视力障碍，此时瞳孔内呈白色，称白内障。
晶狀體的形成，為後來動物之視覺清晰度以致物種發展裨益莫大。
| 物件位置       | 遠   | 近   |
| -------------- | ---- | ---- |
| 睫狀肌         | 鬆弛 | 收縮 |
| 睫狀體圓環直徑 | 大   | 小   |
| 懸韌帶張力     | 大   | 小   |
| 晶狀體厚度     | 小   | 大   |
| 晶狀體曲率半径 | 大   | 小   |
| 折射程度       | 低   | 高   |